# Pavan (cognome)
Pavan è un cognome di lingua italiana.

## Varianti
Pavanel, Pavani, Padovan, Padovano, Pavanelli, Pavanetto, Pavanetti, Pavin.

## Origine e diffusione
Il cognome ha diverse possibili origini. Potrebbe derivare dal toponimo Padova, luogo di residenza o di origine del capostipite della famiglia. Oppure potrebbe derivare dal sostantivo "pavano", ovvero pavone, suggerendo una connessione con l’animale noto per la sua bellezza e maestosità. Il cognome è particolarmente diffuso in veneto, in modo particolare nelle provincie di Treviso e Venezia, ma ha diversi ceppi in Lombardia, Piemonte, Friuli Venezia Giulia ed Emilia Romagna.